# Filialkirche St. Magdalen (Villach)

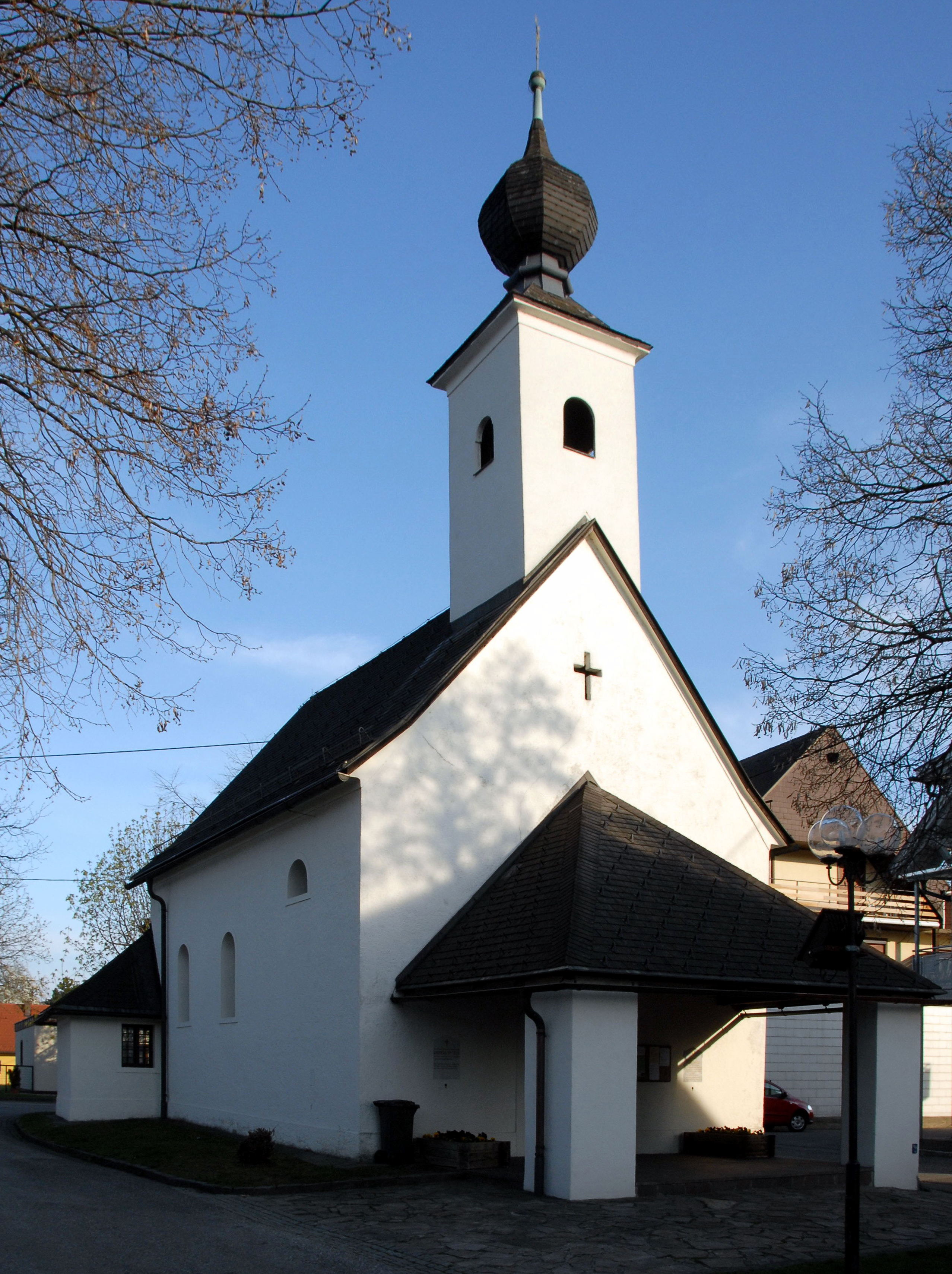
Filialkirche St. Magdalen

Die römisch-katholische Kirche St. Magdalen bei Villach ist eine Filialkirche der Pfarre Sankt Nikolai in Villach. Das Gebäude steht unter Denkmalschutz (Listeneintrag).
Nachdem die Kirche 1762 einem Feuer zum Opfer gefallen war, wurde sie 1800 unter Einbeziehung des mittelalterlichen Mauerkerns wieder errichtet.
Sie besteht aus einem Schiff mit Satteldach und einem Dachreiter mit Zwiebelhelm über der Westfassade und einer offenen Vorhalle; im Osten ein niedriger, halbrunder, geschlossener Chor und eine nördlich angebaute Sakristei.
Der Innenraum des Langhauses und die eingezogene Apsis haben Flachdecken. Die westliche Orgelempore besteht aus Holz.
Der barocke Hochaltar mit Säulen und Akanthusdekor entstand am Anfang des 18. Jahrhunderts. Das Altarblatt zeigt die heilige Magdalena. Am linken Seitenaltar mit Roll- und Knorpelwerk steht eine Madonnenstatue vor dem Altarblatt mit Landschaft. Der rechte, barockisierende Josefsaltar stammt aus dem 20. Jahrhundert, die Figur des heiligen Florian vom Anfang des 18. Jahrhunderts.